# Curtea de Consiliere și Arbitraj
Curtea de Consiliere și Arbitraj este instituția parte a Organizației pentru Securitate și Cooperare în Europa (OSCE) căreia i se atribuie responsabilitatea de a soluționa orice formă de contencios între două state membre, prin conciliere sau, dacă este necesar, prin arbitraj.